# Gaetano Scavonetti
Gaetano Maria Carlo Scavonetti (Carlentini, 4 aprile 1876 – Roma, 5 dicembre 1957) è stato un funzionario e politico italiano.
Funzionario dell'amministrazione delle finanze, dal 1906 al 1938 ha lavorato alla Regia avvocatura erariale, antenata dell'attuale Avvocatura dello Stato. Senatore dal 1929, ha svolto poche attività parlamentari di circostanza. Mai schierato dalla parte del fascismo è stato mantenuto in carica nel processo di epurazione.
Viene nominato il 30 giugno 1948 Presidente dell'Alta Corte per la regione siciliana, carica che ha mantenuto sino all'ottobre del 1953.